# Valencia Football Club
Ne pas confondre avec le Valencia Fútbol Club, l'ancien nom du club vénézuélien de Carabobo FC.
Maillots
Dernière mise à jour : 3 juin 2013.
Le Valencia Football Club est un club de football basé à Léogâne en Haïti.

## Historique
Valencia Football Club, est un club haîtien de football basé dans la ville de Léogâne. Il a été fondé le 27 Juin 1972.
Le club est qualifié pour la phase de poules de la Ligue des Champions de la Concacaf 2013-2014 et se retrouve dans le groupe 3.
Le club refuse, en 2018, la décision de sa fédération de la rétrograder en deuxième division et tient tête à celle-ci en se mettant à l'écart des compétitions officielles à partir de cette date. Le Valencia FC annonce se restructurer pour son cinquantenaire.

## Palmarès
- Championnat national (D1) : Champion 2012, vice-champion 2013[4]
- Championnat de la Caraïbe : Finaliste en 2013 à la Jamaïque[4]